# Sigibert III.
Sigibert III. (in Frankreich Sigebert III. bzw. Saint Sigisbert also Sigibert der Heilige, * 630; † 1. Februar 656) war ein fränkischer König im Teilreich Austrasien.

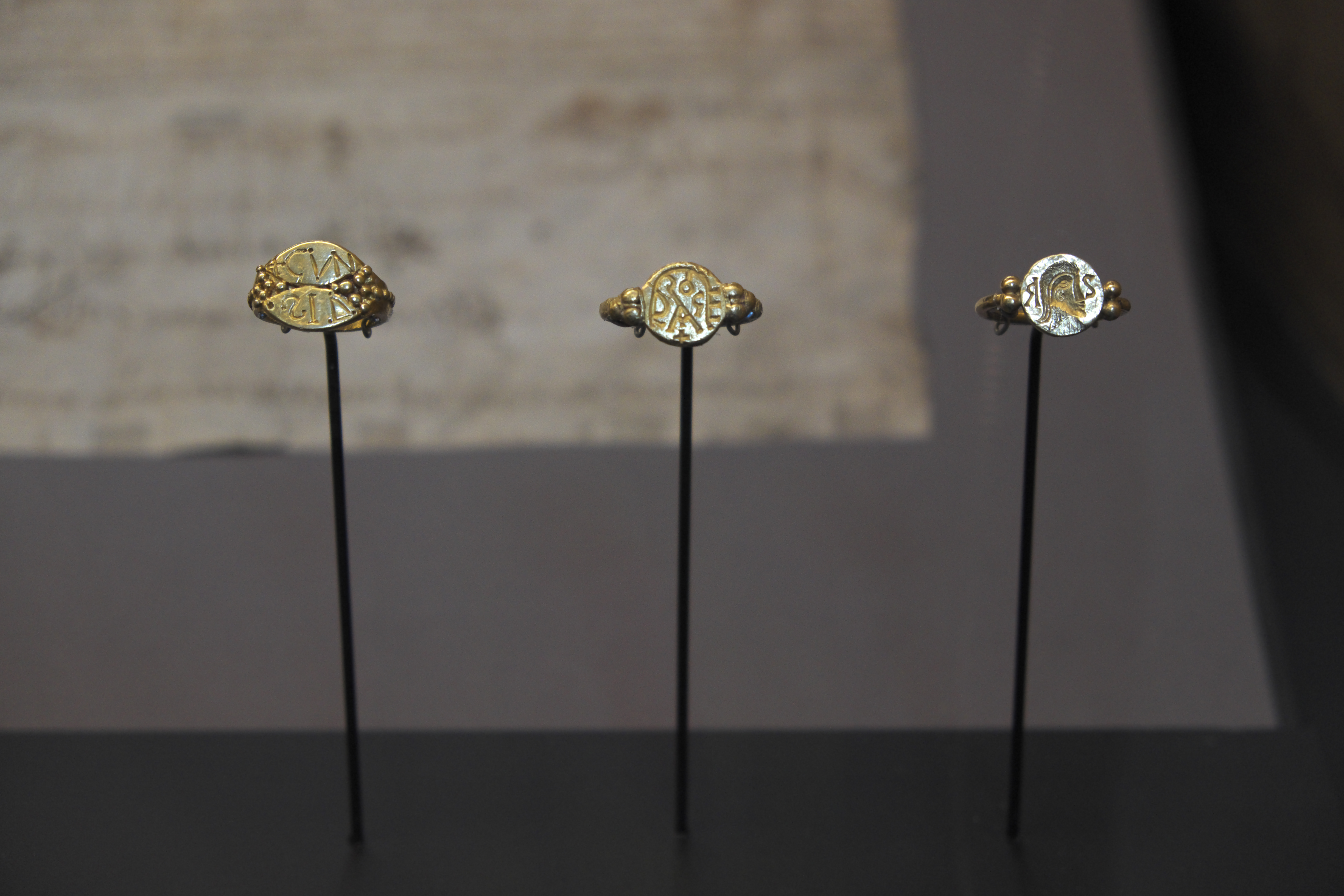
Siegelring von Sigibert III. (rechts außen)

Er war der Sohn des Dagobert I. aus dem Geschlecht der Merowinger und dessen Nebenfrau Ragnetrudis. Er war mit der alemannischen Herzogstochter Fridiburga verlobt, die jedoch nach einer Krankheit ins Kloster eintrat. Er heiratete nach 646 Chimnechild, mit der er zwei Kinder hatte: Dagobert II. (* 652; † 679), und Bilichild († 675), die 662 ihren Vetter Childerich II. heiratete und 675 dessen Schicksal teilte.
Sigibert III. war schon ab seinem dritten Lebensjahr auf Verlangen der Großen des östlichen Reichsteils Unterkönig in Austrasien, anfangs unter der Vormundschaft Pippins, konnte aber die Macht im Frankenreich nie vollständig erlangen, sondern musste seinen Bruder Chlodwig II. in Neustrien und Burgund als König einsetzen. Vor allem Herzog Radulf von Thüringen erwies sich als Sigiberts hartnäckigster Gegenspieler. Nach einer Niederlage 641 an der Unstrut wurde Thüringen faktisch unabhängig. Schließlich sah sich Sigibert gezwungen, den Sohn seines Hausmeiers Grimoald I., Childebert zu adoptieren und so die Erbfolge aus der Hand zu geben.
Bedeutend war Sigibert hingegen als Stifter der beiden Klöster Malmedy und Stablo, zu deren Gründung er Remaclus, den damaligen Abt des Klosters Solignac, beauftragte. Sigibert starb 656. Sigebert von Gembloux verfasste seine Vita. Die Grabstätte in St. Martin in Metz kennt seit dem 11. Jahrhundert eine Sigibert-Verehrung, die sich im 13. Jahrhundert auch auf die Klöster Stablo und Malmedy ausdehnte.